# Liste der Monuments historiques in Kutzenhausen
Die Liste der Monuments historiques in Kutzenhausen führt die Monuments historiques in der französischen Gemeinde Kutzenhausen auf.

## Liste der Bauwerke
| Bezeichnung         | Beschreibung              | Standort                              | Kennzeichnung | Schutzstatus | Datum | Bild           |
| ------------------- | ------------------------- | ------------------------------------- | ------------- | ------------ | ----- | -------------- |
| Banc du Roi du Rome | Ruhebank; Sandstein, 1811 | westlich des Ortes an der D 28 (Lage) | PA00084767    | Inscrit      | 1982  | weitere Bilder |